# Świątkowo (województwo pomorskie)
Świątkowo (kaszub. Swiątkòwò) – wieś kaszubska w Polsce, położona w województwie pomorskim, w powiecie bytowskim, w gminie Bytów, na Pojezierzu Bytowskim, przy 209. Siedziba sołectwa Świątkowo, w którego skład wchodzą również Chomice, Nieczulice i Przyborzyce.
W latach 1975–1998 wieś położona była w województwie słupskim.

## Integralne części wsi
| SIMC    | Nazwa       | Rodzaj     |
| ------- | ----------- | ---------- |
| 0741280 | Przyborzyce | przysiółek |

## Zabytki
Według rejestru zabytków NID na listę zabytków wpisany jest zespół dworski z 1 poł. XIX w., nr rej.: 823 z 4.08.1967 (nie istnieje?): dwór i park.